# Coppa Manrico Pasquali 1913
La Coppa Manrico Pasquali 1913, seconda ed ultima edizione della corsa, si svolse il 19 ottobre 1913 su un percorso di 200 km. La vittoria fu appannaggio dell'italiano Alfredo Sivocci, che completò il percorso in 7h35'00", precedendo i connazionali Giovanni Barzisa e Giovanni Cervi.
Sul traguardo di Copparo 7 ciclisti portarono a termine la competizione. 

## Ordine d'arrivo (Top 7)
| Pos. | Corridore        | Squadra      | Tempo    |
| ---- | ---------------- | ------------ | -------- |
| 1    | Alfredo Sivocci  | -            | 7h35'00" |
| 2    | Giovanni Barzisa | Goericke     | ?        |
| 3    | Giovanni Cervi   | Gerbi-Dunlop | ?        |
| 4    | Luigi Molon      | -            | ?        |
| 5    | Cesare Zini      | -            | ?        |
| 6    | Arturo Ricci     | -            | ?        |
| 7    | Mario Marangoni  | -            | ?        |